# Доній Хращан
46°25′ пн. ш. 16°37′ сх. д. / 46.41° пн. ш. 16.62° сх. д.
Доній Хращан (хорв. Donji Hrašćan) — населений пункт у Хорватії, у Меджимурській жупанії у складі громади Доній Кралєвець.

## Населення
Населення за даними перепису 2011 року становило 547 осіб.
Динаміка чисельності населення поселення:

## Клімат
Середня річна температура становить 10,34 °C, середня максимальна – 24,75 °C, а середня мінімальна – -6,31 °C. Середня річна кількість опадів – 774 мм.
| Клімат поселення                              | Клімат поселення | Клімат поселення | Клімат поселення | Клімат поселення | Клімат поселення | Клімат поселення | Клімат поселення | Клімат поселення | Клімат поселення | Клімат поселення | Клімат поселення | Клімат поселення | Клімат поселення |
| Показник                                      | Січ.             | Лют.             | Бер.             | Квіт.            | Трав.            | Черв.            | Лип.             | Серп.            | Вер.             | Жовт.            | Лист.            | Груд.            |                  |
| Середній максимум, °C                         | 5,56             | 7,56             | 12,27            | 16,75            | 22,17            | 24,75            | 23,97            | 23,49            | 19,41            | 14,27            | 8,43             | 4,61             |                  |
| Середня температура, °C                       | −0,38            | 1,63             | 6,34             | 10,80            | 16,23            | 18,82            | 20,04            | 19,56            | 15,50            | 10,31            | 4,50             | 0,68             |                  |
| Середній мінімум, °C                          | −6,31            | −4,3             | 0,40             | 4,88             | 10,30            | 12,87            | 16,09            | 15,63            | 11,54            | 6,41             | 0,57             | −3,26            |                  |
| Норма опадів, мм                              | 37               | 38               | 47               | 59               | 70               | 87               | 86               | 79               | 76               | 67               | 75               | 53               |                  |
| Середньомісячна швидкість вітру, м/с          | 2.10             | 2.40             | 2.70             | 2.70             | 2.50             | 2.23             | 2.20             | 1.90             | 2.00             | 2.00             | 2.20             | 2.20             |                  |
| Середньомісячна сонячна радіація, кДж/м²·день | 3974             | 6717             | 10586            | 15049            | 19173            | 21040            | 21542            | 18729            | 13827            | 8603             | 4416             | 3196             |                  |
| --------------------------------------------- | ---------------- | ---------------- | ---------------- | ---------------- | ---------------- | ---------------- | ---------------- | ---------------- | ---------------- | ---------------- | ---------------- | ---------------- | ---------------- |
| Джерело:                                      |                  |                  |                  |                  |                  |                  |                  |                  |                  |                  |                  |                  |                  |